# 馬丁主義

馬丁主義的象徵標誌：所羅門封印象徵舊約聖經，十字架象徵新約聖經，外圍的圓環象徵諾斯底的烏洛波羅斯蛇。

馬丁主義（法語：Martinisme）是一種基督教神祕主義或曰密傳基督教教派。其思想體系著重於原人的墮落，意即此原人喪失了他的神性之源，以及他回歸神性的歷程，這種回歸被稱為「重返」（Reintegration）或「啟發」（Illumination）。由於並無固定中文譯名，以至稱謂眾多：馬丁教派、馬汀尼教派或馬丁主義教派。以馬丁主義教導形成的結社稱作馬丁教派結社或馬丁教派門徒會；追隨者或信徒稱為馬丁主義者、馬丁教派門徒或馬丁尼教派者。
作為一種神祕主義傳統，這種學說首先流傳於一個1740年左右在法國由馬丁尼斯·德·帕斯夸利建立的高階美生會，然後再經由他的兩名學生路易·克勞德·聖-馬丁與尙-巴蒂斯特·惠勒莫發展成兩種不同的形式。
馬丁主義可以指由上述而來的這種特殊教義或理論，也可指1886年由奧古斯丁·夏伯索和傑勒爾·昂柯斯（其以暱稱「帕浦斯」〔〕聞名）正式組建的馬丁教派門徒會的教導，但後者並未完全延續18世紀初創時的傳承。而且「馬丁主義」一詞還被交替使用來指稱路易·克勞德·聖-馬丁和馬丁尼斯·德·帕斯夸利兩人的教導，前者的教導往往被歸因於後者，凡此種種歧義早在18世紀末期就已經成了一個令人困惑的難題。

## 三線分支
馬丁主義按照發展的歷程可以分為三種形式：
- 美生騎士天選祭司團（英语：Order of Knight-Masons Elect Priests of the Universe）：為希伯來語中「祭司」之意，則意為「選中的」或「被揀選的」。此為最初的，且完全以通神術之方式來達至「重返」的途徑。天選祭司團由路易·克勞德·聖-馬丁的導師馬丁尼斯·德·帕斯夸利所創，由此發展出的教導學說也被稱為「馬丁尼斯主義」（Martinezism）。該結社於18世紀末至19世紀初這段期間基本已不復存在，但此後被勞勃·安貝朗（法语：Robert Ambelain）於20世紀再度復興，並一直流傳至今日眾多不同種類的馬丁派門徒會裡，當中也包括安貝朗自行策劃的一個分支。

由三個位階組成的天選祭司團的最高位階名為「神殿」（The Shrine），而在神殿這一最高位階裡又被再度細分成三個位階，其中最高位階稱作，意為「粉色十字」或「赤紅十字」，屬於神聖平面的實體喚神術就在此最高位階施行。這淸楚表明了天選祭司團並非只是一個神祕主義團體，更是一個魔法團體。首要召喚對象便是「治癒者」耶和穌亞，召喚方式依據《所羅門之鑰》裡的記載，包括使用象徵性圓環、諸天使的聖名、行星時以及其他多種象徵性符號。在較低位階運用魔法是為了確立運用者與不可見世界之間的聯繫，而崇高優美的禱文則讓人憶起這個會團想要達到的目標。同時，他們也舉行驅魔儀式，旨在消除惡魔於宇宙中的影響力並且制止魔鬼對人類的權柄，以及對黑魔法宣戰。
- 蘇格蘭更正禮儀（英语：Rectified Scottish Rite）和聖城慈善騎士團（法语：Chevalier bienfaisant de la Cité sainte）：前者本是一個美生會儀式，一個經過革新之後的嚴密儀式（英语：Rite of Strict Observance）的變體，在這種儀式的最高位階會使用美生會式的禮儀來示範和證明從馬丁主義與天選祭司團中實踐而來的哲學。後者由尙-巴蒂斯特·惠勒莫創建於18世紀後期，因此也被稱為「惠勒莫主義」（Willermozism）。惠勒莫是馬丁尼斯·德·帕斯夸利的學生，也是聖-馬丁的朋友。無論是作為一個純粹的傳統美生會儀式，還是作為一個同時也向女性開放的分離派儀式，聖城慈善騎士團從創立之初直至今日都從未間斷過對嚴密儀式的實踐。

- 根據路易·克勞德·聖-馬丁的教導發展而成的馬丁主義：一種強調冥想與內在精神之靈智鍊金術的神祕傳統。聖-馬丁不贊成與他同時代的人對馬丁主義的教導，他認為達至「重返」需要通過「心靈的途徑」。作為法國光明會（法语：Illuminés）的代表人物，聖-馬丁的著作中時常提到閃耀的星星和炫目的光線，內容則折衷擷取古典哲學的思維，信仰復興結合反教權，並以晦澀的方式點出他認為的原初的宇宙秩序。聖-馬丁形容原初的宇宙秩序是一把「鑰匙」，「二元但永恆為一」且「無所不在、無孔不入、遍及全宇宙」。這種哲學體系還包含重要的一點是對死後世界的嚮往，他說：「在死之中，萬物皆生。」法國思想家約瑟夫·德·邁斯特尤為崇尙聖-馬丁的主張，他認為聖-馬丁是「最博學、最睿智也最優雅的基督教神智學（英语：Christian theosophy）者」。[4]聖-馬丁並未以他自己的理論學說創立結社，而是在身邊聚集了一個小圈子，當中都是追隨他理論的學生，以此來傳播他的教導。

綜上所述，簡單來講，今日的馬丁主義是由馬丁尼斯主義、惠勒莫主義和路易·克勞德·聖-馬丁的基督教神智學三條分支所構成的一種通神術傳統。這種傳承於1886年被奧古斯丁·夏伯索和帕浦斯整理改組為馬丁主義教派門徒會「卓越未知者結社」（Ordre des Supérieurs Inconnus），是馬丁主義自誕生以來首次以結社形式出現。因此，19世紀末的這類結社也被稱為「新馬丁教派」（Neo-Martinism），以區別於18世紀的原始馬丁主義。

## 理論

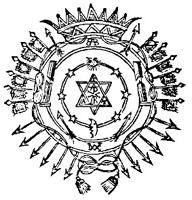
馬丁尼斯·德·帕斯夸利的天選祭司團星符封印。

賈克·德·利夫龍·若阿尙·德·圖爾·德·卡薩·馬丁尼斯·德·帕斯夸利（Jacques de Livron Joachim de la Tour de la Casa Martínez de Pasqually）出生於1727年左右的法國格勒諾勃，1774年在法屬聖多明哥處理世俗業務時去世。帕斯夸利是西班牙或葡萄牙血統，自28歲起，他就活躍在全法國的美生會組織裡。他於1765年建立了「美生騎士天選祭司團」，作為一個遵從正規美生會守則的團體存在於法國。
這個團契有三層位階：第一層類似於傳統美生會的象徵性位階；第二層是正規美生會，不過其中暗藏了帕斯夸利自己的祕傳教義；第三層則顯然是魔法位階，比如會經常舉行驅魔儀式來對抗世間的邪惡，且特別注重個人的驅魔。在稱為的最高位階，初學者將被授予如何運用通神術來聯接超越物質世界的靈界。
帕斯夸利曾寫下他唯一的一本著作《論眾生之重返》，在此書中以天選祭司團的名義提出了他自己的哲學理念，該理念首次引用伊甸園的典故作類比，並指出基督為「補救者」。天選祭司團的最終目標是通過一系列魔法喚神術和複雜的通神術來實現並活用榮福直觀。
帕斯夸利去世以後，天選祭司團繼續運作了一段時間，然而分裂開始出現在不同派系之間，因而導致該團契在19世紀上半葉陷入沈寂。而最後已知尙在人世的，來自最初天選祭司團的成員德蒂尼（Destigny）在1868年離世。

## 路易·克勞德·聖-馬丁

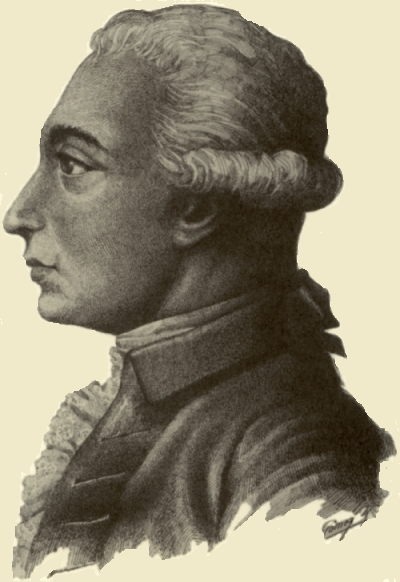
路易·克勞德·聖-馬丁，未知哲學家。

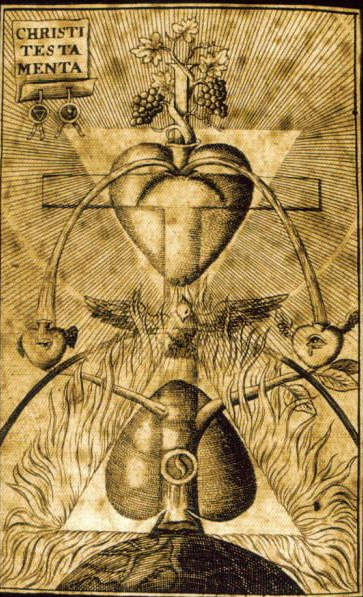
雅各·波墨的神祕主義插畫，從中可見聖-馬丁所提倡之「心靈的途徑」。

路易·克勞德·聖-馬丁於1743年出生在法國昂布瓦斯，1803年去世。在接受波爾多軍隊的委任之前是一名律師。聖-馬丁於1768年加入天選祭司團且至少在該團體中活躍了六年之久。此外他更進入了祭司團的最高位階，並於1770年成為帕斯夸利的祕書。
聖-馬丁開始日趨不滿天選祭司團使用通神術儀式，他覺得對於達到最終目標來說，這種儀式過於精密繁雜且表面化。與此相反，他偏愛內向凝思，即他稱為「心靈的途徑」這一方式。儘管如此，聖-馬丁依舊承認帕斯夸利對他思想體系的影響。此外，聖-馬丁還從雅各·波墨的著作中頗得靈感。
1777年，在未能說服天選祭司團採用更注重內在冥想的實踐方式之後，他撤銷了自己在此團體中的所有活動，而後於1790年完全退出了這個團體。
聖-馬丁使用筆名「未知哲學家」（Le Philosophe Inconnu）在幾本書中闡述了他的哲學思想，這些包括：
- -{Of Errors and Truth, 1775
- Man, His True Nature & Ministry
- Aphorisms and Maxims.
- The Spiritual Ministry of Man.
- Ten Prayers.
- The Red Book.
- Theosophic Correspondence.
- Natural Table of the Correspondences between God, Man and the Universe, 1782}-

一些爭議開始聚焦於聖-馬丁是否正式創建過一個馬丁教派門徒會。例如，20世紀的馬丁主義作者勞勃·安貝朗最初聲稱聖-馬丁組建過一個名為「啟始會」（Society of Initiates）的團體。但在幾年之內他就放棄了這個假設概念，並指出啟始會根本不存在。其他人聲稱聖-馬丁參與過「未知哲學家結社」（Order of Unknown Philosophers），一個如今已不復存在的團體。這一說法似乎最為可信，不過，雖然聖-馬丁開始接納學徒，但此擧並非是指聖-馬丁創建了會團。換言之，聖-馬丁與他的學徒只是純粹的師徒關係，他們並不是某個由聖-馬丁建立的祕密結社的成員。馬丁主義直至在帕浦斯和夏伯索的努力之前，都從未以一個正式會團或結社的形式存在過。

## 惠勒莫和蘇格蘭更正禮儀
尙-巴蒂斯特·惠勒莫，1730年出生於法國里昂，1824年逝世於里昂。他20歲時就加入了一個由嚴密儀式主持的美生會會所。他在1767年加入天選祭司團，最終獲得進入該團體最高位階的資格，並被帕斯夸利任命為最高級別官員之一的「高階審判官」（Superior Judge）。
帕斯夸利去世以後，出於對團體中異議的擔心，惠勒莫在1778年連同另外兩位高階審判官為奧文尼省的嚴密儀式制定了一個增加兩層新位階的計劃，使其可以例證團體的哲學，不過這並非是天選祭司團一貫使用的通神術實踐法，而是一個擁有美生聖殿騎士團背景的美生會儀式，不過之後儀式的名稱改為「聖城慈善騎士團」，其位階結構如下：
1. -{Apprentice
2. Fellowcraft
3. Master
4. Maître Ecossais/Scotch Master
5. Ecuyer Novice/Squire Novice
6. C.B.C.S.
7. Chevalier-Profès/Professed Knight
8. Chevalier-Grand Profès/Grand Professed Knight}-

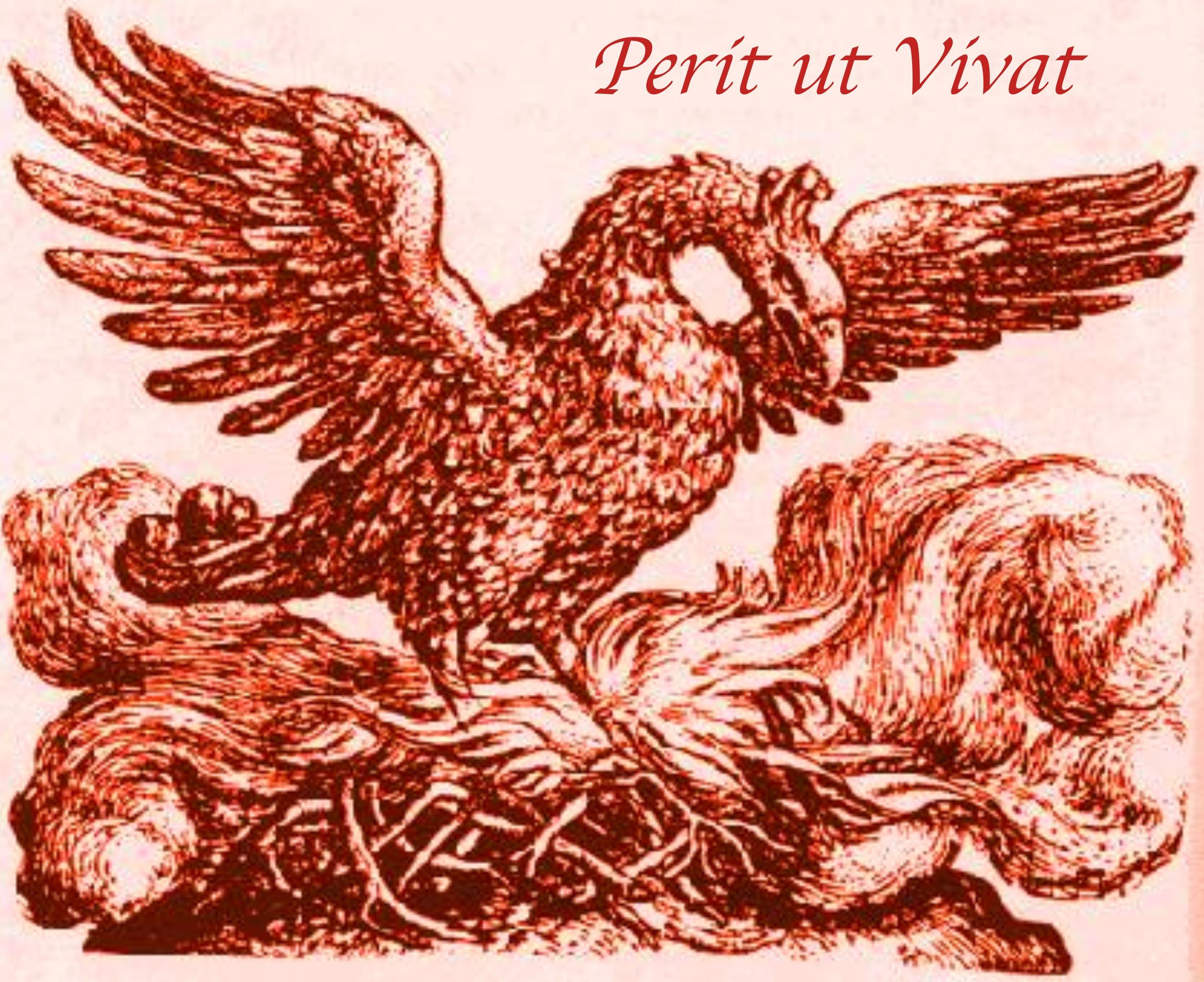
不死鳥菲尼克斯（鳳凰），蘇格蘭更正禮儀的象徵標誌。

在革新了嚴密儀式於法國的分支以後，惠勒莫在1782年成功說服此團在德國的母會採納他的革新，不過他遭到很多來自此團其他分支的反對，比如巴伐利亞光明會的創始人亞當·維索茲就是反對者之一。
雖然聖城慈善騎士團的儀式在瑞士獲得了完好的保護，但法國大革命的爆發還是使其在法國的活動被迫縮減。今日的聖城慈善騎士團，或稱為蘇格蘭更正禮儀則在世界各地保留了屬於自己的「大隱修院」：法國、瑞士、美國，還包括愛德華·偉特和麥可·赫伯特（Michael Herbert）在英國、德國、比利時、西班牙、葡萄牙以及巴西的大修院、轄區和聖安德烈會所（Lodges of Saint Andrew），以及眾多橫跨義大利、羅馬尼亞直到巴西的更正派技工會所。

## 結社的創立

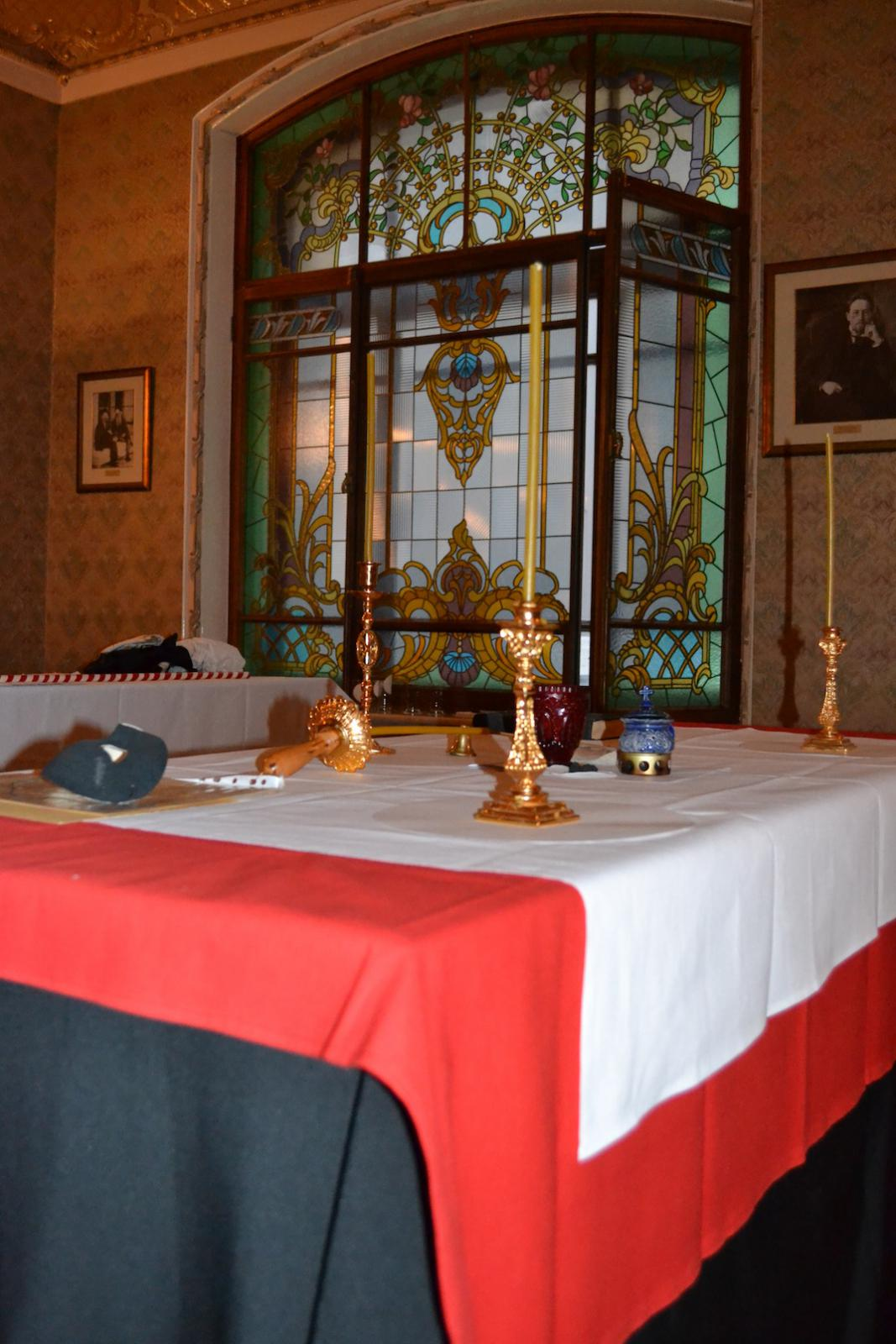
馬丁教派祭壇，照片攝於俄羅斯莫斯科大都會酒店的古典馬丁主義-馬丁尼斯主義自治結社（Sovereign Autonomous Ancient Martinist-Martinezist Order）正在舉行會議，2013年4月。

聖-馬丁的門徒在法國、德國、丹麥，以及最重要的俄羅斯傳播「未知哲學家」的教義。正因他們之中的一名叫亨利·維康特·德納基（Henri Viscount Delaage）的門徒於1880年成功讓一名年輕聰慧的巴黎醫生結識了聖-馬丁的教義，這位年輕醫生就是傑勒爾·昂柯斯，也就是之後以「帕浦斯」一名而聞名的那位。隨後，昂柯斯和他的一些同伴於1884年建立了一個密契主義團體，也就是馬丁教派門徒會。
在帕浦斯於1884年結識奧古斯丁·夏伯索以後，創建結社的構想也應運而生。他們發現他們自己兩人都從馬丁主義的思想體系中獲得過明顯的啟示，雖然途徑相異，卻都能上溯至聖-馬丁和他最初的門徒。帕浦斯聲稱他已經從他的朋友亨利·德納基那獲得在聖-馬丁儀式裡的權限，並且繼承擁有了帕斯夸利所著的原始文件。然而，昂柯斯意識到在他繼承的這一條馬丁主義傳承鏈之統緖中缺失了一環，因此他與夏伯索交換了傳承統緖，以鞏固自己在馬丁主義傳統裡的系譜。
帕浦斯創立的馬丁教派門徒會被組織成一種會所系統（Lodge System），分為四層位階：
1. -{Associate
2. Mystic
3. Unknown Superior (S::I::/Supèrieur Inconnu)
4. Unknown Superior Initiator (S::I::I::/Supèrieur Inconnu Initiateur)(Lodge/Heptad Master)}-

在這些位階當中，前兩層引介初學者瞭解馬丁主義的概念，而到達第三層後，據稱將賦予成員正式入會的資格，如同當年聖-馬丁對他的門徒所行的。馬丁主義者普遍認為必須具有一條能不間斷上溯至聖-馬丁本人的統緖鏈，才能稱之為眞正的、完備的入會。但雷斯蒂沃（Restivo）指出：「馬丁主義的眞實性並非建基於有條件的接納或如同家族傳統般的必須傳承自其他某些馬丁主義者，況且聖-馬丁從未擧行過聖典禮儀般的入會儀式，所以根本不存在這種如同宗徒統緖似的傳承。」
關於其儀式的內容，以下是一些普遍的觀點：
- 馬丁主義式的密傳基督教特別注重對耶赫穌亞（希伯來語：יהשוה‬）的祈禱與呼求，耶赫穌亞是將四字神名加上希伯來字母「ש‬」而形成的一種對「耶穌」這個名字的卡巴拉式拼法，這種拼法由約翰內斯·羅伊希林首次提出。
- 儘管至此馬丁主義有了會所式的實體結社，但其儀式本身與充滿象徵符號的美生會儀式毫無相似之處。馬丁派儀式有其自身的深奧內容，並讓人印象深刻。但依舊有人宣稱有一部份儀式來源於亞歷山卓·卡里歐斯特羅（英语：Alessandro Cagliostro）的埃及美生會（英语：Egyptian Freemasonry）以及惠勒莫的蘇格蘭更正禮儀。[15]
- 除了源自聖-馬丁的教導以外，儀式還包含了馬丁尼斯·德·帕斯夸利的哲學元素，並引用了赫密士卡巴拉。
- 在整個由初學者參與的啟蒙儀式過程中，初學者被期待能自己主動回應，同時不斷鼓勵他們以儀式現場召喚出的靈界象徵性符號來作冥想。
- 儀式通常依靠驚異的元素來強化他們所提出的重點。

在截止到第二次世界大戰之前，根據馬丁主義的新定司法權規則，或稱位階被作為一種保證或為了那些希望最終能成為大祭司（Grand Master）的使者用以區別位階而額外附加到原本只有四層的位階系統裡。以後馬丁教派門徒會的分支便都設置五層位階，（//自由入會發起者），即此位階的會員被賦予權力，他們無需事先知會會所就能接納非會員入會，且能根據情況安置新會員到任何位階。甚至他們還被允許另行建立新的、獨立的馬丁教派門徒會，同時他們在新會團中仍然擔任使者、代理人或大祭司等職務。例如，位於加拿大安大略省的薔薇†十字馬丁教派結社（Rose†Croix Martinist Order）就是明證：
1. -{Associate
2. Mystic
3. Unknown Superior (S::I::/Supèrieur Inconnu)
4. Unknown Superior Initiator (S::I::I::/Supèrieur Inconnu Initiateur)(Lodge/Heptad Master)
5. Free Initiator (I::L::/Initiateur Libre/S::I::IV) (Grand Officer/Grand Initiator)}-

## 現代的馬丁教派結社

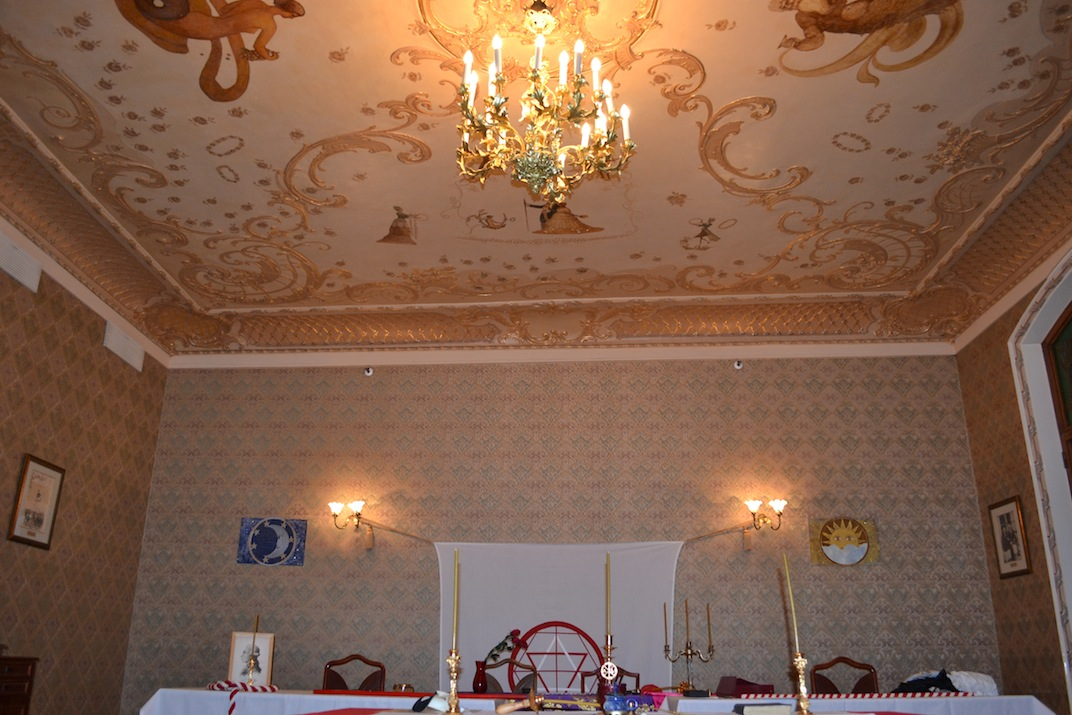
位於俄羅斯莫斯科大都會酒店的古典馬丁主義-馬丁尼斯主義自治結社的會所內部，於定期禮儀會期間，2013年4月。

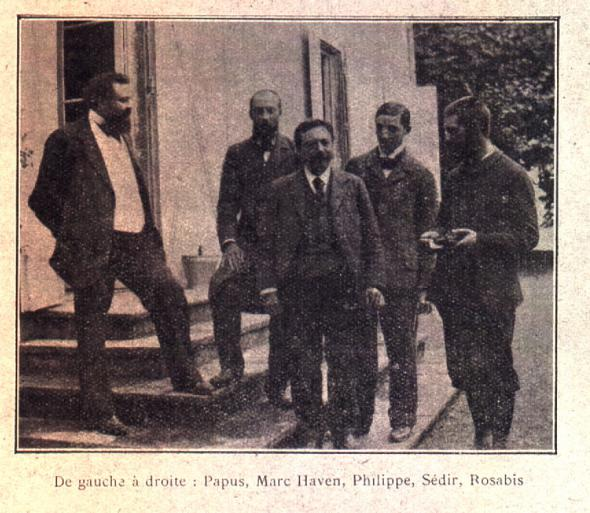
馬丁主義者，從左至右分別為傑勒爾·昂柯斯、馬克·哈芬、尼濟耶·安泰姆·菲利浦、保羅·塞迪、羅薩俾斯。

1905年，沙皇尼古拉二世邀請傑勒爾·昂柯斯到皇村尋求關於解決國內困境的建議，因為尼古拉正面臨一些激進的革命者。第一次世界大戰對馬丁教團的打擊是災難性的，昂柯斯作為戰地醫生逝世於戰場上，完全盡到了一位醫生的職責。戰爭結束後，會團已幾近滅亡，少數倖存的成員還分成兩派相互競爭。
多數法國馬丁主義者都支持雷夫·馬克士威·劉易斯對法國權力的主張，他們參加了共治運動並組建了馬丁主義與共治結社（Ordre Martiniste et Synarchie，簡稱）。奧古斯丁·夏伯索在1931年連同維克托-艾米爾·米希萊和呂西安·夏彌爾（他們是自1891年的原始最高委員會裡倖存下來的兩名成員）一起復甦他們與昂科斯共同創建的結社，為了突顯傳統馬丁主義與其後出現的許多新團體之間的差異，他們把這次的復甦運動命名為傳統馬丁主義教派結社（Ordre Martiniste Traditionnel，簡稱）。米什萊當選為大祭司，夏伯索在1939年接任了米希萊的職位直到夏伯索於1946年逝世。雖然他已於馬丁主義與共治結社行過了馬丁派入會儀式，古典薔薇十字祕密結社的掌權者雷夫·馬克士威·劉易斯還是被傳統馬丁主義教派結社要求他於1939年去美國，以此將馬丁主義思想一併傳到那裡，雷夫被授予了必要的許可證和其他文件。
第二次世界大戰如同第一次世界大戰一樣給歐洲的結社帶來了災難性的打擊，納粹政權鎭壓所有的祕密結社導致許多馬丁主義者死於集中營。在歐洲的傳統馬丁主義教派結社（Ordre Martiniste Traditionnel，簡稱）和其在美國的分支（Traditional Martinist Order，簡稱）依然存在，但只允許古典薔薇十字祕密結社的成員入會，古典薔薇十字祕密結社最近為此做出了改變，即使並非該結社的成員也可以加入傳統馬丁主義教派結社。
18世紀誕生的馬丁主義，於19世紀末的1887年由昂柯斯（帕浦斯）結社化創立馬丁主義教派門徒會，如今仍在日益普及。伴隨著網際網路時代的到來，許多新的馬丁主義結社也在世界各地湧現，尤其是在歐洲、非洲、美國和中東持續增長。

## 馬丁主義者列表
馬丁主義產生之前的先驅：
- 雅各·波墨

馬丁主義產生之後：
- 馬丁尼斯·德·帕斯夸利（英语：Martinez de Pasqually）
- 路易·克勞德·聖-馬丁（英语：Louis Claude de Saint-Martin）
- 尙-巴蒂斯特·惠勒莫（英语：Jean-Baptiste Willermoz）
- 傑勒爾·昂柯斯
- 奧古斯丁·夏伯索（英语：Augustin Chaboseau）
- 亨利·維康特·德納基
- 維克托-艾米爾·米希萊（法语：Victor-Émile Michelet）
- 呂西安·夏彌爾（荷兰语：Lucien Chamuel）
- 尙·貝洛（法语：Jean Baylot）
- 让·德尔维勒
- 勞勃·安貝朗（法语：Robert Ambelain）
- 勞勃·阿馬杜（法语：Robert Amadou）
- 卡米爾·薩瓦（法语：Camille Savoire）
- 保羅·奧古斯特·馬利·亞當（英语：Paul Adam (French novelist)）
- 雷夫·馬克士威·劉易斯（英语：Ralph Maxwell Lewis）
- 加布里埃爾·鄧南遮
- 亞歷山大·聖-伊夫·達勒維德（英语：Alexandre Saint-Yves d'Alveydre）
- 尙-安東尼·夏普塔（英语：Jean-Antoine Chaptal）
- 范倫廷·湯柏格（英语：Valentin Tomberg）
- 格里高利·奧托諾維奇·美比斯（英语：G. O. Mebes）
- 尙·布里科（英语：Jean Bricaud）
- 莫里斯·巴雷斯
- 尼克萊·諾維可夫（英语：Nikolay Novikov）
- 伊凡·羅普奇恩（英语：Ivan Lopukhin）
- 約翰·喬治·舒瓦茲（英语：Johann Georg Schwarz）
- 尼古拉二世[18][19][20]
- 約翰·亞克（英语：John Yarker）[18]
- 愛德華·布威-利頓（英语：Edward Bulwer-Lytton）[18]
- 艾利馮斯·李維[18]
- 亞瑟·愛德華·偉特[18]
- 帕美拉·科嫚·史密斯（英语：Pamela Colman Smith）[18]
- 詹姆士·英格·威治伍德（英语：J. I. Wedgwood）[18]
- 歐諾黑·德·巴爾札克[18]
- 阿爾伯特·卡爾·希歐多爾·羅伊斯（英语：Theodor Reuss）[20]
- 艾米爾·唐提尼（英语：Émile Dantinne）[20]
- 赫爾曼·卡爾·黑塞[20]
- 阿諾德·勃克林[20]
- 约瑟芬·佩拉丹[20]
- 阿希爾-克勞德·德布西[20]
- 愛迪·琵雅芙[20]
- 芭芭拉·朱莉安·馮·克呂德納（英语：Barbara von Krüdener）[21]
- 路薏絲·安妮·德·波旁（英语：Louise Anne de Bourbon）[21]
- 路薏絲·瑪麗·阿德萊德·德·波旁-邦蒂埃夫爾[21]
- 亨麗葉特·路薏絲·德·華德納·德·福倫斯堡（英语：Henriette Louise de Waldner de Freundstein）[21]
- 艾蓮娜·帕夫洛芙娜[21]
- 路薏絲·馬克西蜜莉妮·卡羅琳·愛嫚紐（英语：Princess Louise of Stolberg-Gedern）[21]
- 史坦尼斯拿斯·德·古埃塔（英语：Stanislas de Guaita）[22]
- 阿爾貝·福舍（法语：Albert Faucheux）
- 勒內·蓋農[23]
- 海倫娜·彼得羅芙娜·布拉瓦茨基[20]
- 尤利烏斯·埃佛拉[20]

## 馬丁教派結社列表
- Ordine Martinista Antico e Tradizionale （页面存档备份，存于） (OMAT)
- Martinist Order (Africa & the Middle East): Operates in English under the aegis of L'Ordre Martiniste, France  （页面存档备份，存于）
- Martinist Order (Greece) （页面存档备份，存于）
- Orden Martinista （页面存档备份，存于）
- Ordre Reaux Croix （页面存档备份，存于） (ORC), encompassing the three branches of Martinism  （页面存档备份，存于）
- Ordre Martiniste et Synarchique (OMS), a synarchic order.
- Ordre Martiniste Opératif (OMO)[24]
- Belgian Martinist Order, aka Ordre Martiniste de Belgique, Belgische Martinistenorde.
- Traditional Martinist Order(TMO) （页面存档备份，存于）, which operates under the aegis of AMORC.
- L'Ordre Martiniste Traditionnel(OMT) （页面存档备份，存于）, which operates under the aegis of AMORC--in French.
- Ordre Martiniste de Papus (OM) （页面存档备份，存于）, started by Papus' son Philippe Encausse.
- Ordre Martiniste des Pays-Bas (OMPB), started by Maurice Warnon, with the approval of Philippe Encausse for Dutch martinists who were uncomfortable when the Gnostic Church was chosen as official church of the French Martinist Order.
- British Martinist Order (BMO) （页面存档备份，存于） [Includes French & Russian lineages]
- Rose Croix Martinist Order (R+CMO) （页面存档备份，存于）, which claims to offer the fourth Martinist degree and concentrates on theurgy.
- Ancient Martinist-Martinezist Order (Russian: Древний Орден Мартинистов - Мартинезистов, the English abbreviation AMMO, French: AOMM), which continues the tradition of Russian Martinism of Gregory Ottonovich Mebes, Vladimir Alexeyevich Shmakov, Nikolai Ivanovich Novikov, Valentin Tomberg, and others. The Order has lineage of Elus Cohens, as well as the lineage of the Martinist Order and Synarchy of Canada and the United States. The Lodge of the Order operates in the Russian Federation.[25][26][27]
- Ancient Martinist Order (AMO) （页面存档备份，存于）, which aspires to unify the various Martinist Orders under one structure. The Ancient Martinist Order came into existence on April 9, 2000, and was granted the right and justification to exist with the blessings of the Sovereign Grand Masters of the Orders Martiniste et Synarchique of Canada and Barbados; and from the authorized Delegates and “Initiateurs Libres” representing the Order Martiniste du Papus, the Ordre Martinste Initiatic Reformé, the Order Martiniste Chevaliers du Christ, and the Order of Elect Cohens. The Ancient Martinist Order operates bodies of Martinist works in the United States, Russia, Mexico, and Australia.
- Society of Intitiates or Société des Initiés  is a loosely organized assembly of S:I: (Free Initiators) who gather together for fellowship and the promotion of the original ideals of Louis-Claude de Saint-Martin.
- Martinist Order of the Knights of Christ or Ordre Martiniste Des Chevaliers Du Christ
- The Hermetic Order of Martinists (HOM), which is an Order only open to Master Masons who are also members of Societas Rosicruciana in Anglia (SRIA)
- Rose+Croix Martinist Order (Ontario, Canada) Grand Master Mike Restivo I::L:: （页面存档备份，存于）.
- Rose Cross Order （页面存档备份，存于）
- The Ancient Order of the Rosicrucians (AOR)
- Antigua Orden Martinista
- Antiga Ordem Martinista
- Orden Martinista Universal （页面存档备份，存于）
- Swedish Martinist Order （页面存档备份，存于） (SMOCI) which operates the Voie Cardiaque and L'Ordre des Chevaliers Maçons Élus Coëns de l'Univers traditions.
- Ordine Martinista (Ventura-Caracciolo) （页面存档备份，存于）

## 外部連結
- YouTube上的Martinism from its origins to the present day
- Martinist Order of Unknown Philosophers, M.O.U.P. （页面存档备份，存于）
- Ordre Martiniste des Pays-Bas （英文）
- Synarchic Martinist Order (Filiation of Greece) （页面存档备份，存于）
- Ordem Martinista em Portugal
- Ordre Reaux Croix: The Three Branches of Martinism （页面存档备份，存于）
- O.M.A.T. - Ordine Martinista Antico e Tradizionale （页面存档备份，存于） （意大利文）（西班牙文）（法文）（英文）
- Detailed biography of Martines de Pasqually
- Gnostique.net - The French Gnostic Tradition （页面存档备份，存于） http://www.martiniste.org （页面存档备份，存于）
- Eleazar Institute: An Introduction to Martinesism
- Ordre Martiniste （页面存档备份，存于） （法文）
- Traditional Martinist Order(TMO) （页面存档备份，存于）, which operates under the aegis of AMORC.
- L'Ordre Martiniste Traditionnel(OMT) （页面存档备份，存于）, which operates under the aegis of AMORC--in French.
- Ordre Martiniste Opératif au Quebec （页面存档备份，存于）
- Rose†Croix Martinist Order (Ontario, Canada) Grand Master Mike Restivo, I::L:: （页面存档备份，存于）
- Martinist Information Page （页面存档备份，存于）
- Hermetic Order of Martinists
- Grand Prieuré Martiniste-Martinéziste International （页面存档备份，存于） （法文）
- Orden Martinista Universal （西班牙文）
- Swedish Martinist Order （页面存档备份，存于） (SMOCI)
- Sociedad de Estudios Martinistas （页面存档备份，存于） （西班牙文）
- Ordine Martinista (Ventura-Caracciolo) （页面存档备份，存于） （意大利文）
- Martinist Order (Greece) （页面存档备份，存于） （希腊文）